# Kyrenia
Kyrenia je vápencové pohoří v severní části ostrova Kypr. Nejvyšší horou je tisícovka Kyparissovouno (turecky Selvili tepe), vysoká 1024 m, která je i nejvyšší horou Severokyperské turecké republiky.
Jako název pohoří se někdy chybně uvádí Pentadaktylos, to je ale označení jen západní části celého pohoří.

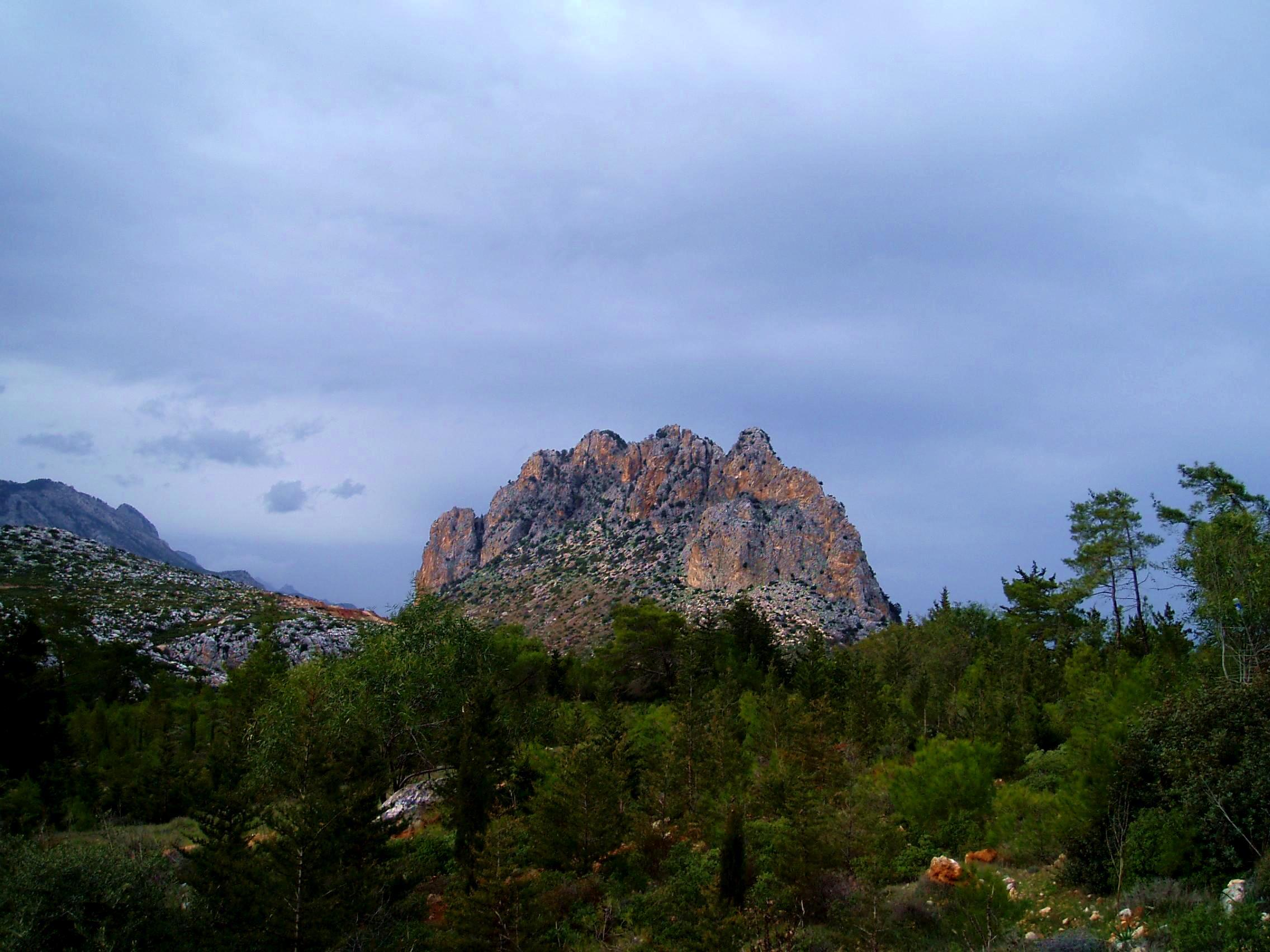
Pentadaktylos